# Juan Beaufort
Juan Beaufort (nació en el castillo Beaufort -de donde toma el apellido-, en el condado de Anjou, en Francia, entre 1371 y 1373 -Londres, el 16 de marzo de 1410). Siendo el mayor de los cuatro hijos extramatrimoniales de Juan de Gante, duque de Lancaster, y de Catalina de Roet-Swynford.

## Vida
Nació como hijo natural, debido a que su padre estaba casado con Constanza de Castilla en el momento de su nacimiento. Tras la boda de sus padres en 1396, el Papa Bonifacio IX legitimó a Juan y sus hermanos. Sin embargo, los reyes Ricardo II y Enrique IV, quiénes les habían legitimado también, les eliminaron de la sucesión basándose en su origen.
El 1 de febrero de 1397 recibió el título de conde de Somerset, y en septiembre del mismo año, con el título de marqués de Dorset.

### Matrimonio e hijos
Se casó el 23 de abril de 1399 con Margarita Holland -nieta del primer matrimonio de Juana de Kent y por tanto, sobrina del rey Ricardo II-, quien tras la boda paso a llamarse Margarita Beaufort. De este matrimonio nacieron seis hijos:
- Enrique Beaufort (*26 de noviembre de 1401 - †1418), heredero del título de su padre de conde de Somerset.
- Juan Beaufort (* 25 de marzo de 1404 - † 27 de mayo de 1444), heredó el título de conde de Somerset en 1418, luego elevado a duque de Somerset en 1443.
- Tomás Beaufort (* 1405 - † 1432), conde de Perche.
- Edmundo Beaufort (* 1406 - † 22 de mayo de 1455), creado conde de Dorset (1441), luego elevado a marqués de Dorset en 1443, sucede a su hermano como duque de Somerset en 1444; casado con Leonor de Beauchamp (* 1408 - † 1467). Murió en durante la primera batalla de San Albano.
- Juana Beaufort (* 1407 - † 15 de julio de 1445), casada primero con Jacobo I de Escocia y luego con James Stewart.
- Margarita Beaufort (* 1408? - † 1421), casada con Tomás de Courtenay, conde de Devon.

Juan Beaufort falleció en Londres, el 16 de marzo de 1410, a los 39 años de edad, siendo sepultado en catedral de Canterbury.